# Kulstof-nanorør
Kulstof-nanorør (kulstofnanorør, carbonnanorør) er cylindriske strukturer, baseret på fullerenernes opbygning (herunder Buckyballs). Nanorørene er bemærkelsesværdigt stærke og kan lede elektrisk strøm, enten som ledere eller som halvledere. De blev opdaget i 1991 af Sumio Iijima.
Rørene fremstilles i mange størrelser, helt ned til 0,4 nanometer i diameter. Det er også muligt at producere nanorør inden i nanorør.
En elektronisk komponent kendt som en diode kan laves ved sammenføjning af to kulstofnanorør med forskellige elektriske egenskaber.